# Clouds Rest
Clouds Rest est un sommet de la Sierra Nevada, aux États-Unis. Il culmine à 3 025 mètres d'altitude dans le comté de Mariposa, en Californie. Il est protégé par la Yosemite Wilderness, dans le parc national de Yosemite.